# Comtat de Västerbotten
El Comtat de Västerbotten, o Västerbottens län és un comtat o län al nord de Suècia. Fa frontera amb els comtats de Västernorrland, Jämtland, i Norrbotten, així com el comtat noruec de Nordland i el Golf de Botnia.

## Municipis
A la província de Västerbotten:
- Norsjö
- Robertsfors
- Skellefteå
- Umeå
- Vindeln
- Vännäs

A la Lapònia Sueca:
- Dorotea
- Lycksele
- Malå
- Sorsele
- Storuman
- Vilhelmina
- Åsele

A Ångermanland:
- Bjurholm
- Nordmaling
- Una petita part del municipi d'Umeå